# Kanton Marseille-Saint-Barthélemy
Der Kanton Marseille-Saint-Barthélemy war bis 2015 ein französischer Wahlkreis im Arrondissement Marseille, im Département Bouches-du-Rhône und in der Region Provence-Alpes-Côte d’Azur. Die landesweiten Änderungen in der Zusammensetzung der Kantone brachten im März 2015 seine Auflösung.
Er umfasste Teile des 14. Arrondissements von Marseille mit den Stadtteilen:

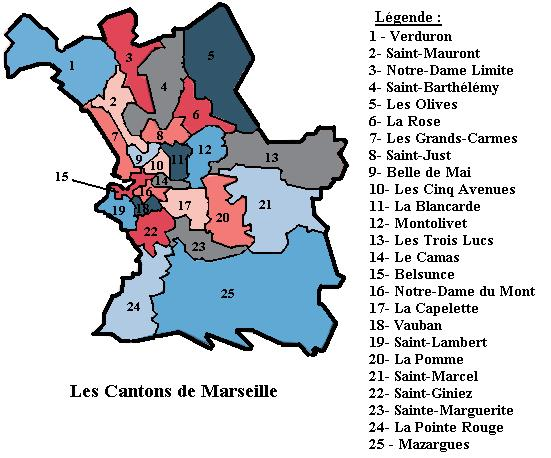
Kantone in Marseille bis zum Jahr 2015

- Les Arnavaux
- Bon Secours
- Le Canet
- Le Merlan
- Saint-Barthélémy
- Sainte-Marthe